# Галиахметово
Галиахме́тово, Галиахме́т (баш. Ғәлиәхмәт) — село в Хайбуллинском районе Башкортостана. Административный центр Акъюловского сельсовета.

## География
Расстояние до:
- районного центра (Акъяр): 61 км,
- ближайшей ж/д станции (Сара): 117 км.

## История
Название восходит от личного имени Ғәлиәхмәт .

## Население
| 2002 | 2010 |
| ---- | ---- |
| 498  | ↘417 |

Национальный состав
Согласно переписи 2002 года, преобладающая национальность — башкиры (100 %).

## Религия
В селе есть мечеть «Рауза».

## Люди, связанные с селом
- Ильбаков, Ишморат Каюмович (р. 1963) — артист, кураист Башкирской государственной филармонии, народный артист РБ.